# Ной-Блоашюц

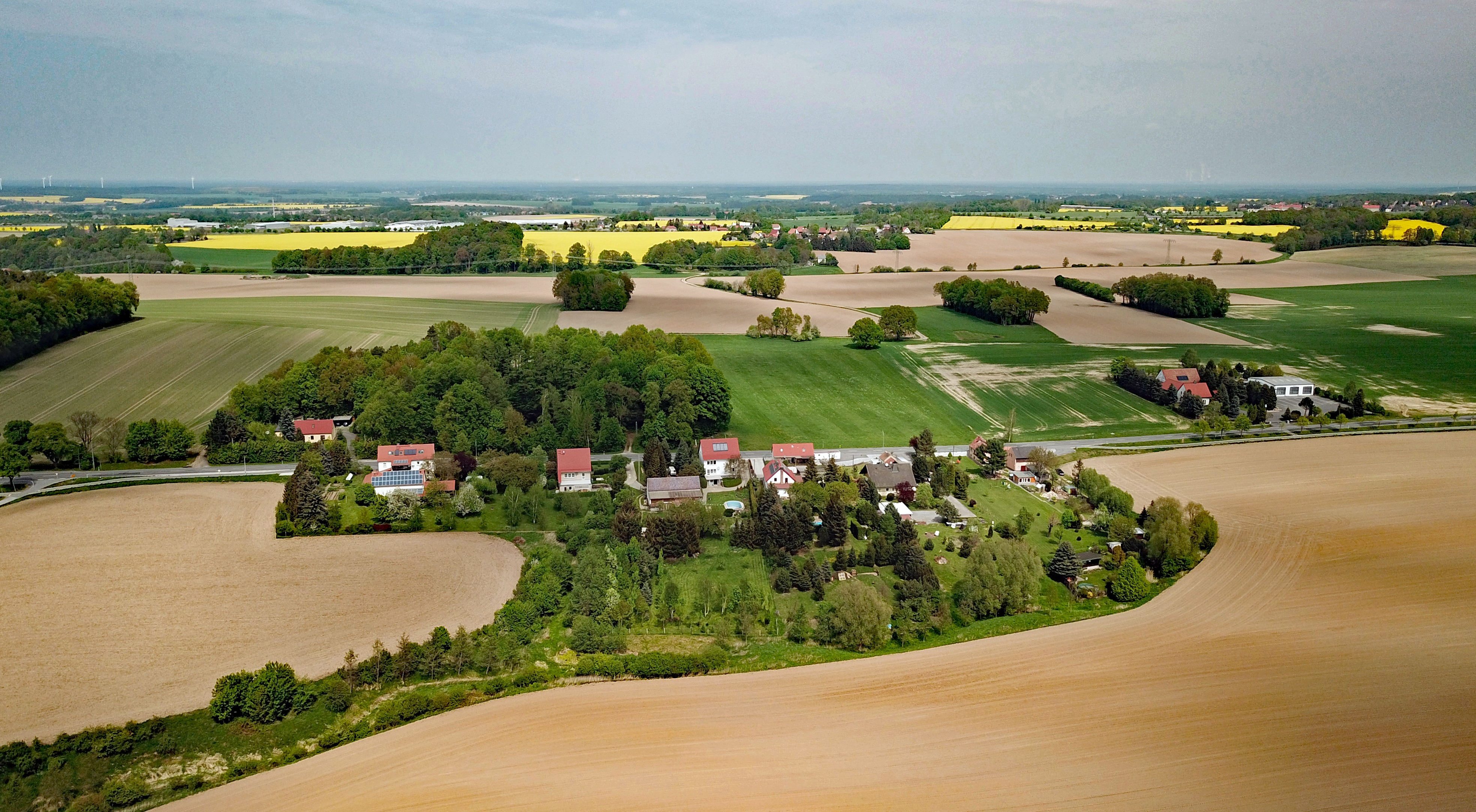

Ной-Бло́ашюц или Но́ве-Бло́гашецы (нем. Neu-Bloaschütz; в.-луж. Nowe Błohašecy) — деревня в Верхней Лужице, Германия. Входит в состав коммуны Гёда района Баутцен в земле Саксония. Подчиняется административному округу Дрезден.
Находится при автомобильной дороге S111 примерно в одном километре южнее от деревни Блогашецы между административным центром коммуны Гёда и деревней Тши-Гвезды.
Соседние населённые пункты: на востоке — деревня Тши-Гвезды, на юге — деревня Мала-Борщ, на юго-западе — деревня Прасков, на западе — Гёда, на северо-западе — деревня Дебрикецы (входит в городские границы Будишина) и на севере — деревня Блогашецы.
Образовалась в 1820 году после административного отделения от деревни Больборцы (сегодня находится в городских границах Будишина). До 1974 году входила в состав коммуны Больбриц. С 1974 года входит в современную коммуну Гёда.
В настоящее время деревня входит в состав культурно-территориальной автономии «Лужицкая поселенческая область», на территории которой действуют законодательные акты земель Саксонии и Бранденбурга, содействующие сохранению лужицких языков и культуры лужичан.
Официальным языком в населённом пункте, помимо немецкого, является также верхнелужицкий язык.